# Psilocybe subcubensis
Psilocybe subcubensis är en svampart som beskrevs av Guzmán 1978. Psilocybe subcubensis ingår i släktet slätskivlingar och familjen Strophariaceae.   Inga underarter finns listade i Catalogue of Life.